# Osvaldo Palma
Osvaldo Palma, född 17 februari 1979, är fyrfaldigt svensk mästare i thaiboxning. Han tävlar i 70-kilosklassen, alltså mellanvikt, och har 4 förluster och 20 vinster bakom sig, vara två på knock out.